# ISO 3166-2:WF
ISO 3166-2:WF – kody ISO 3166-2 dla Wallis i Futuny.
Kody ISO 3166-2 to część standardu ISO 3166 publikowanego przez Międzynarodową Organizację Normalizacyjną. Kody te są przypisywane głównym jednostkom podziału administracyjnego, takim jak np. województwa czy stany, każdego kraju posiadającego kod w standardzie ISO 3166-1.
Aktualnie (2017) dla Wallis i Futuny zdefiniowano kody dla 3 okręgów administracyjnych (królestw), a Wallis i Futuna jako wspólnota zamorska (terytorium zależne) wchodząca w skład Francji, ma również kod ISO 3166-2:FR wynikający z podziału terytorialnego tego państwa FR-WF.
Pierwsza część oznaczenia to kod Wallis i Futuny zgodnie z ISO 3166-1, natomiast druga część oznaczenia znajdująca się po myślniku to dwuliterowy kod jednostki administracyjnej.

## Kody ISO
| Kod ISO | Nazwa jednostki administracyjnej | Rodzaj jednostki administracyjnej |
| ------- | -------------------------------- | --------------------------------- |
| UW-AL   | Alo                              | okręg administracyjny             |
| UW-SG   | Sigave                           | okręg administracyjny             |
| UW-UV   | Uvea                             | okręg administracyjny             |